# Kevin Brock (giocatore di football americano)
Kevin Brock (Parsippany, 9 aprile 1986) è un giocatore di football americano statunitense che gioca nel ruolo di tight end per i New Orleans Saints della National Football League. Non venne scelto al Draft NFL 2009, successivamente firmò con i Panthers. Al college giocò a football alla Rutgers University.

## Carriera professionistica

### Carolina Panthers
Brock non venne scelto al Draft 2009. Firmò come rookie free agent con i Panthers. Il 2 agosto venne svincolato.

### New York Jets
Il 3 agosto 2009 firmò con i Jets, giocò due partite di pre-stagione, ma il 4 settembre venne svincolato.

### Pittsburgh Steelers
Firmò con la squadra di allenamento degli Steelers il 16 settembre. Il 2 novembre venne svincolato.

### Chicago Bears
Firmò il 24 novembre con la squadra di allenamento dei Bears, ma non scese mai in campo. Il 4 gennaio 2010 rifirmò per un'eventuale opzione per un contratto futuro. Il 24 maggio venne svincolato.

### Dallas Cowboys
Il 26 maggio firmò con i Cowboys, ma a causa di una serie di infortuni venne svincolato per far posto a un altro giocatore.

### Oakland Raiders
Il 6 settembre firmò con la squadra di allenamento dei Raiders. Il 4 gennaio 2011, finita la stagione, rifirmò con i Raiders, ma il 3 settembre venne svincolato, per poi esser messo il giorno seguente nella squadra di pratica. Il 7 dicembre venne definitivamente svincolato.

### Buffalo Bills
Il 20 dicembre 2011 firmò un contratto triennale del valore di 1,395 milioni di dollari. Debuttò nella NFL il 24 dicembre contro i Denver Broncos. Chiuse la stagione con 2 partite e 2 ricezioni.

### Kansas City Chiefs
Il 12 febbraio 2013 firmò con i Chiefs.

### Cincinnati Bengals
Il 31 dicembre 2014, Brock firmò coi Bengals, con cui nel 2014 giocò un nuovo primato personale di 14 partite, incluse le prime due come titolare, ricevendo 5 passaggi per 21 yard.

### New Orleans Saints
Nel 2015, Brock firmò coi New Orleans Saints.

## Statistiche
| Partite totali             | 20 |
| Partite totali da titolare | 2  |
| Yard su ricezione          | 84 |
| Touchdown su ricezione     | 0  |

Statistiche aggiornate alla stagione 2014